# 大英站
大英站是达成铁路上的一座铁路车站，位于四川省遂宁市大英县蓬莱镇站北路（县城东南），隶属于成都铁路局遂宁车务段，为三等站。车站于1997年12月25日交付并开通临管运营，时名蓬莱站，办理客货运业务。1998年5月改为现名。达成铁路扩能改造（遂成铁路）大英东站启用后，本站停办客运，现仅办理货运业务。车站上下行区间均为单线，区间及站内均已电气化。

## 车站设施
车站站场呈西—东走向（略偏西北—东南），设有股道4条（其中正线1股，侧线3股），站台2座，站房位于线右。货运设施配备有货场仓库（位于车站上行端），客运设施配备有客运站台、候车室、站前广场。车站上行端另建有盛马化工专用线。

## 周边设施
- 大英汽车站
- 魁山公园
- 大英县人民医院

## 图集

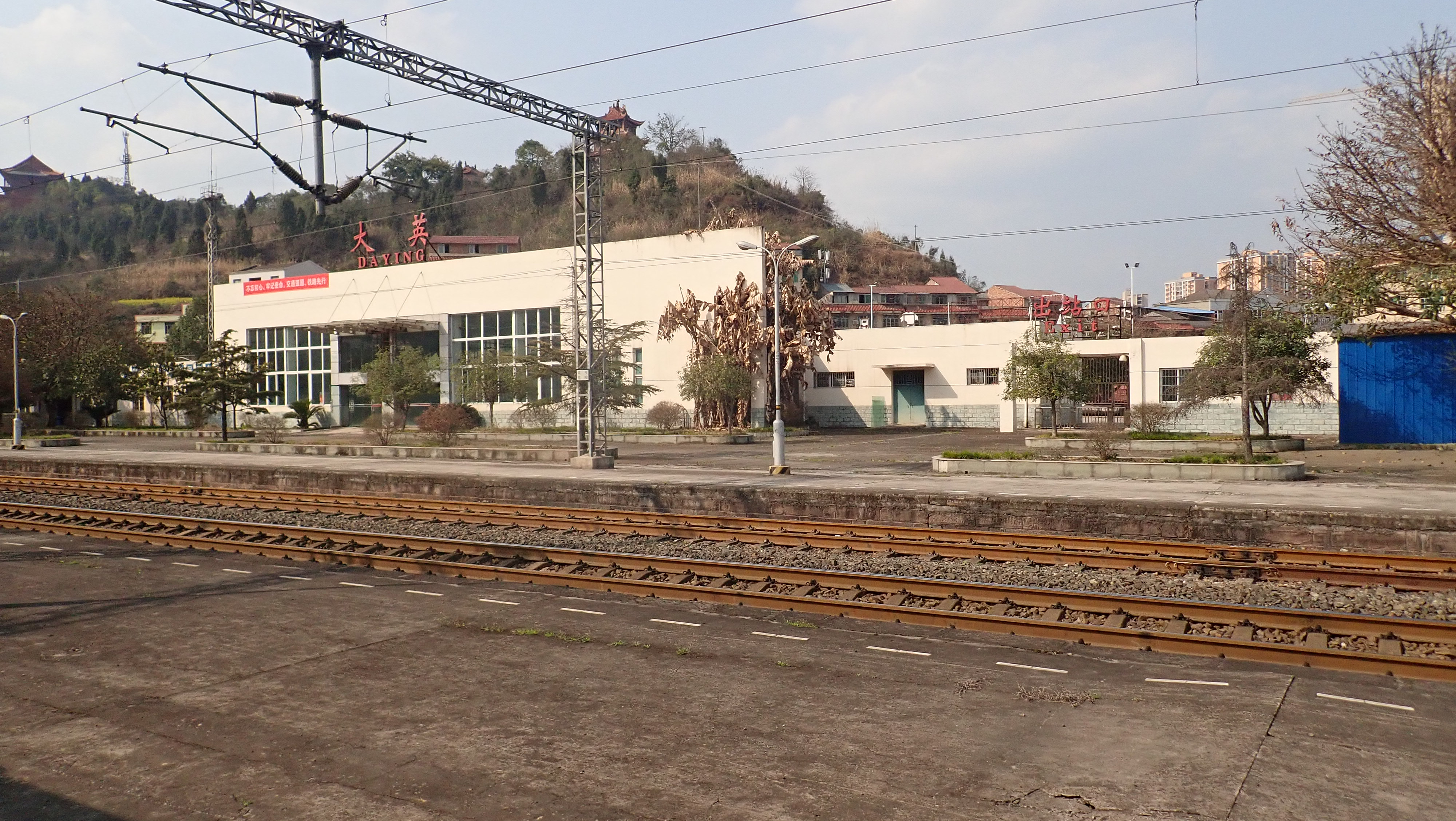
2018年，列车上拍摄的大英站站房（站场侧）
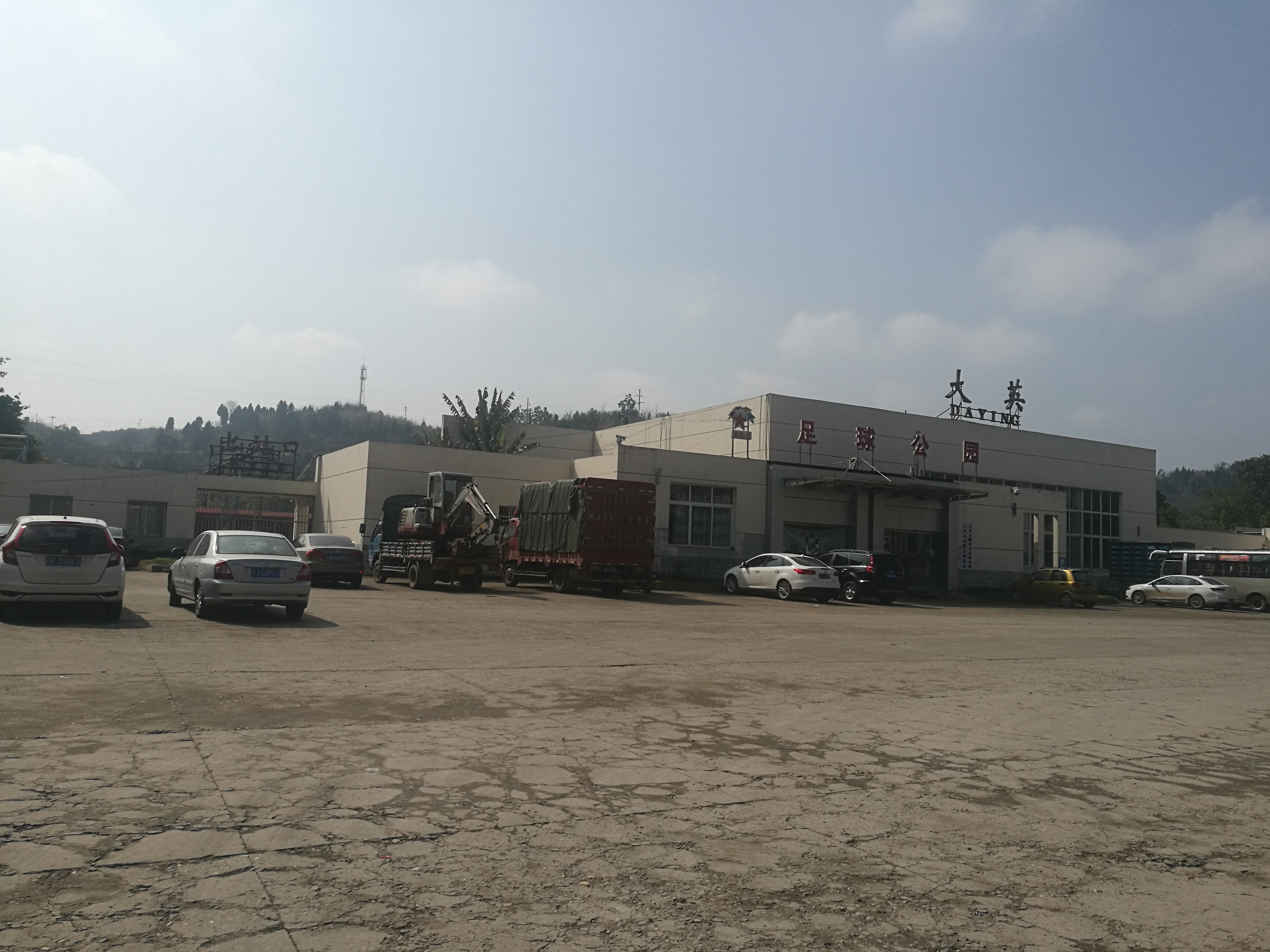
2019年，大英站站前广场（已成停车场）及站房
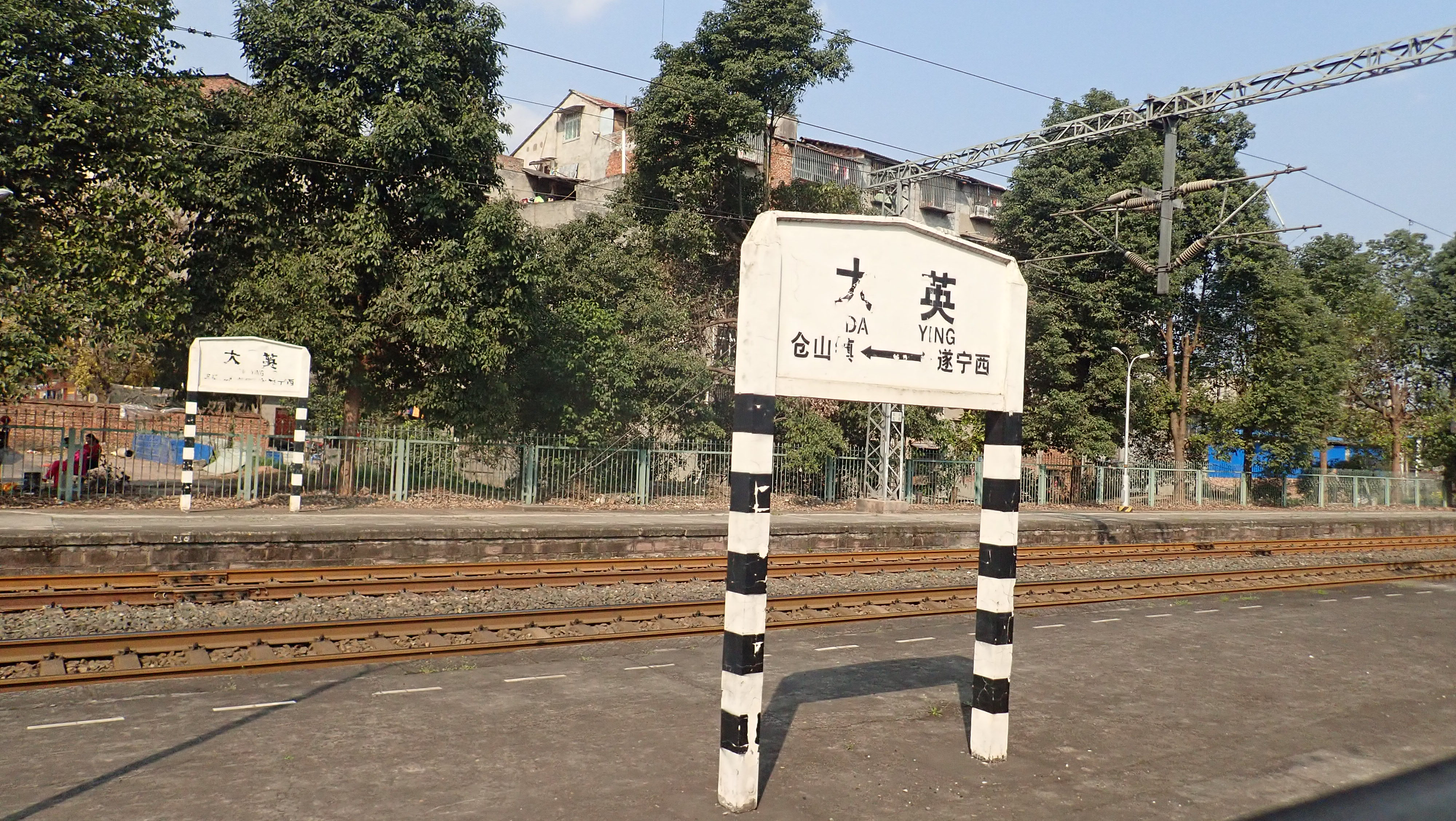
2018年，列车上拍摄的大英站站牌
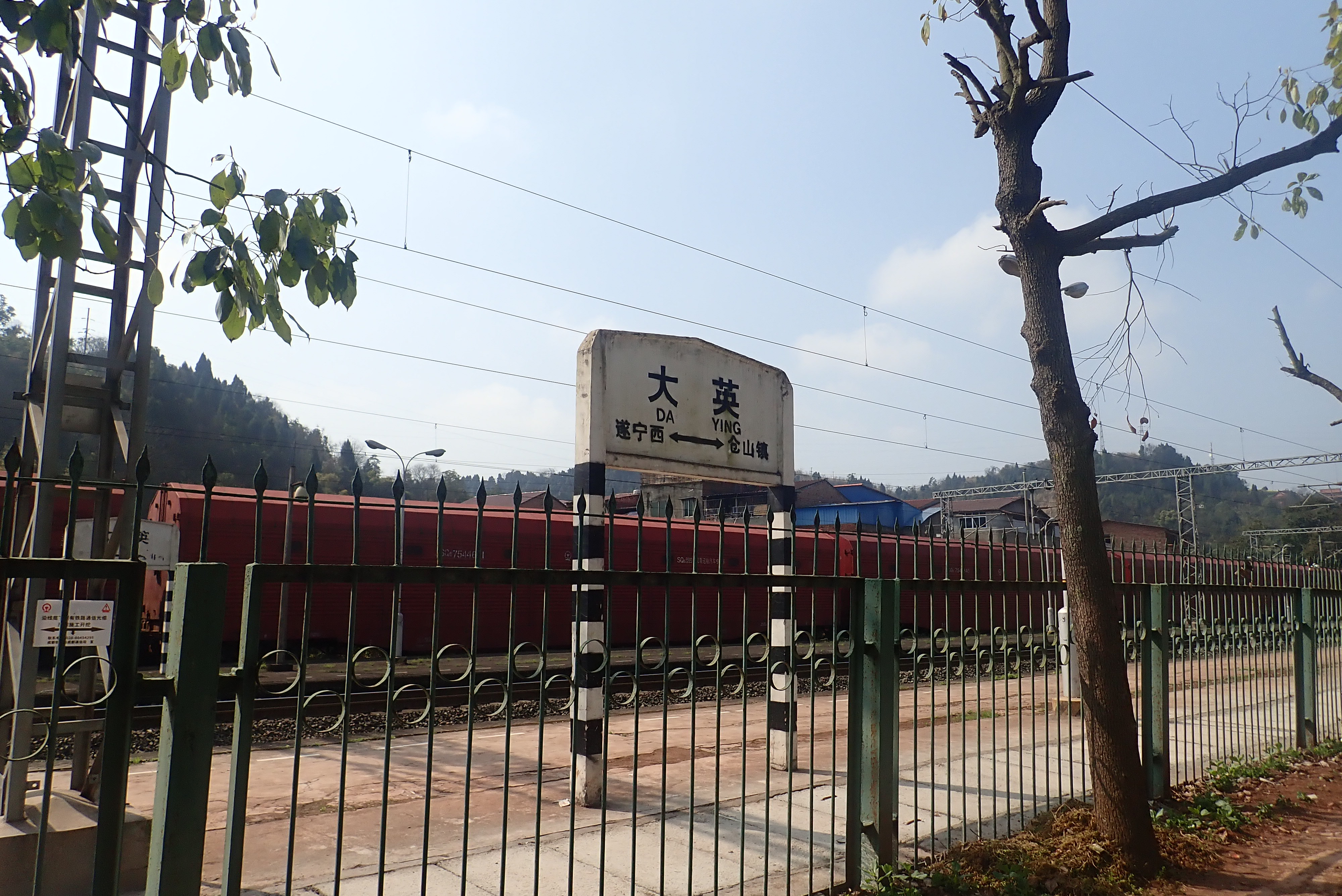
2019年，大英站站牌与站台